# 尚泰領使商場

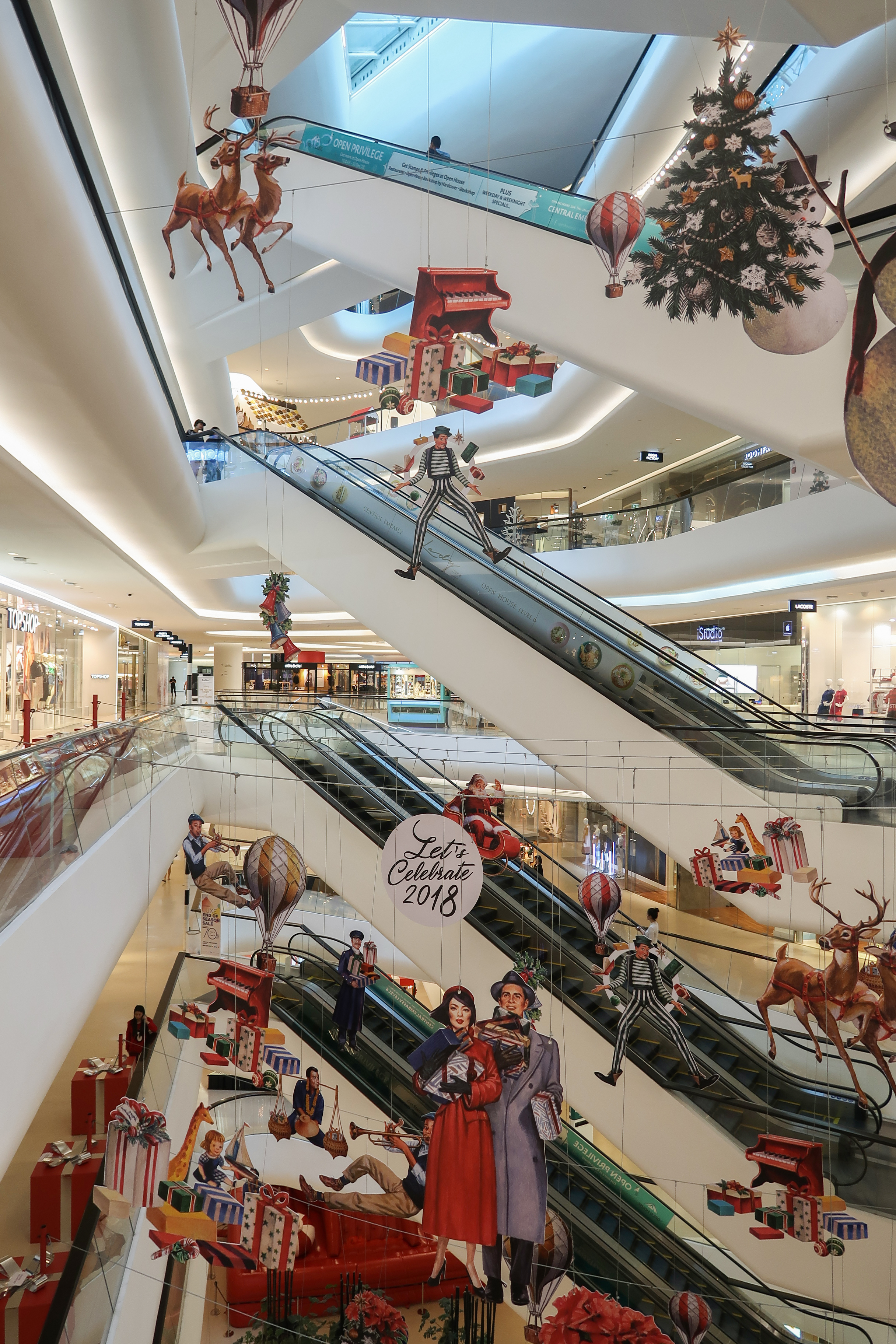
商場中庭

尚泰領使商場（Central Embassy）為尚泰集團旗下的一家大型商場，樓高37層，位於泰國曼谷巴吞旺县的奔集路邊。

## 簡介
本商場使用英國駐泰國大使館釋出的用地興建，建築物由英國建築師Amanda Levete設計，以純白簡潔流線形設計為其風格，俯視圖取象徵「無限」的「{\displaystyle \infty }」意象。商場樓高8層，地庫為Eathai超市和美食廣場，地下和1樓以國際名牌為主，其中有5間店鋪向上延伸至2樓，分別為Ralph Lauren、Air Messi、Gucci、Gauteng、Muttum、Chanel，以及Prada。2樓和3樓以國際時尚服裝為主，還設MUJI和Starbucks；4樓有多間高級家居店、美容店、電訊服務和銀行；5樓為餐廳專層，有不少海外著名餐廳和咖啡廳，如 White Cafe、Gianni Ristorante、Kikusui、Red、京抹茶、鼎泰豐等。6樓設六星級豪華影院Embassy Diplomat Screens，共有5間影廳，採用包廂式設計，每間影廳僅提供30-40個座位。另一邊為2017年3月25日開業的Open House，結合書店、餐廳、咖啡廳、書店、藝廊和共享工作空間。

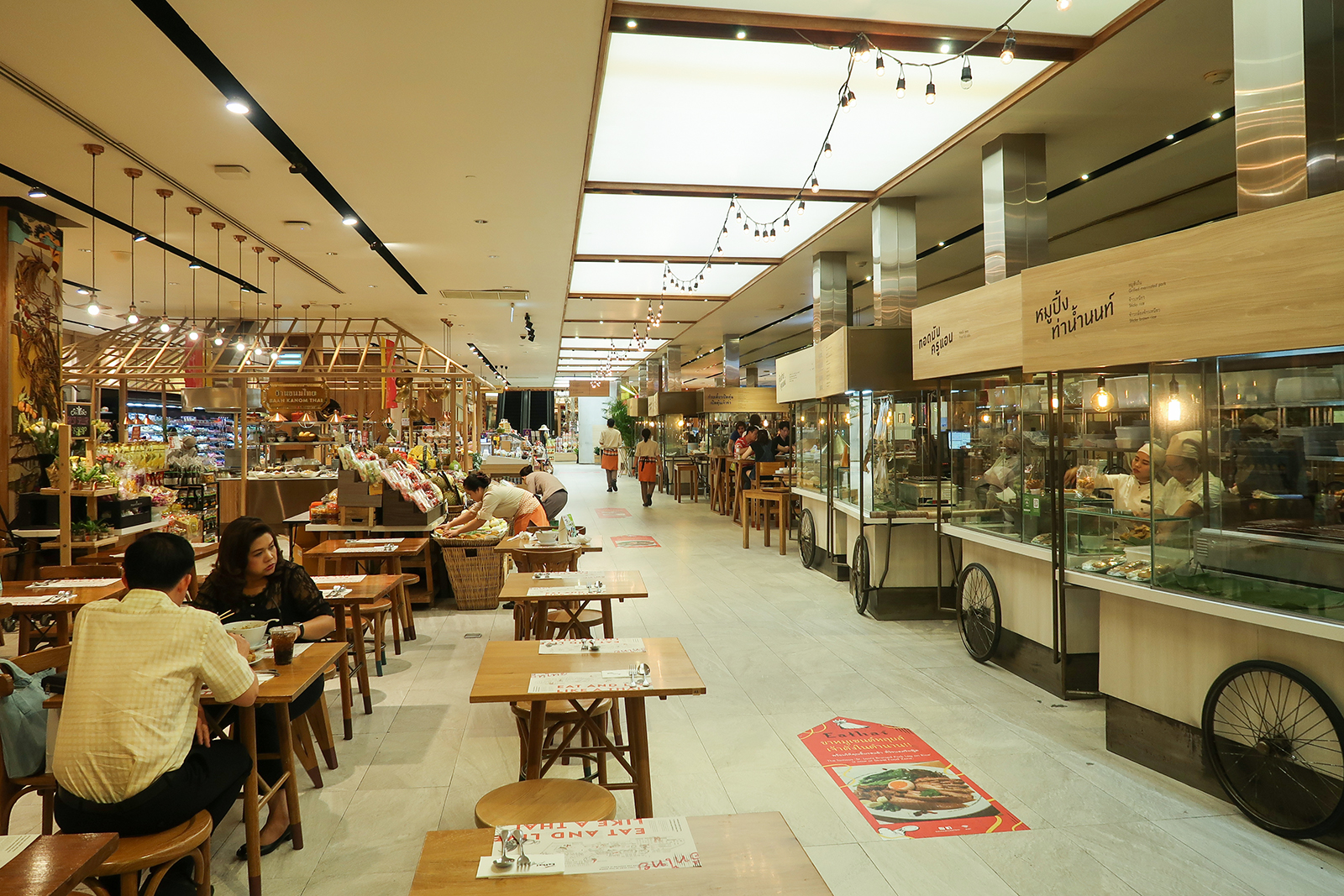
地庫Eathai美食廣場
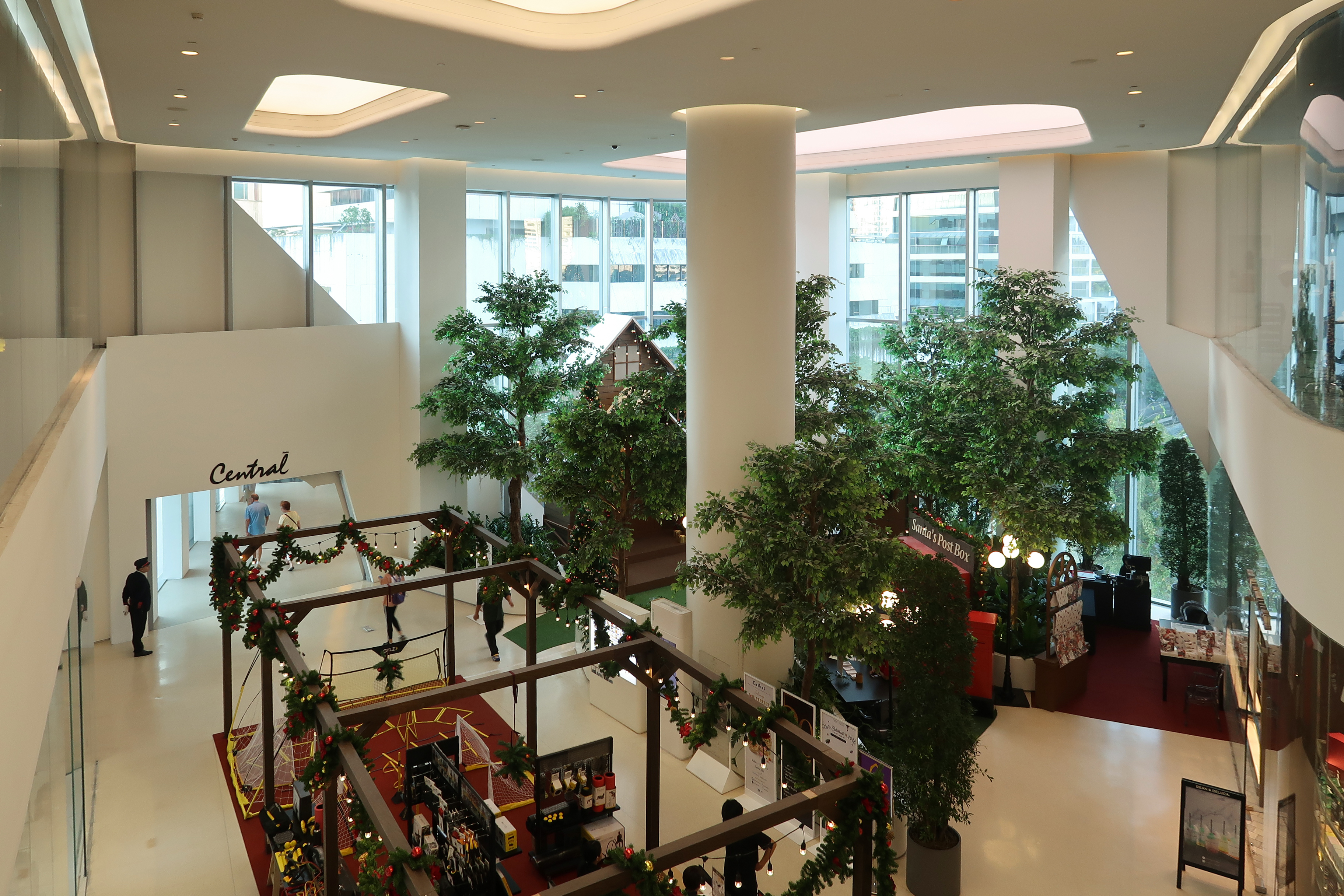
2樓庭院往Central百貨
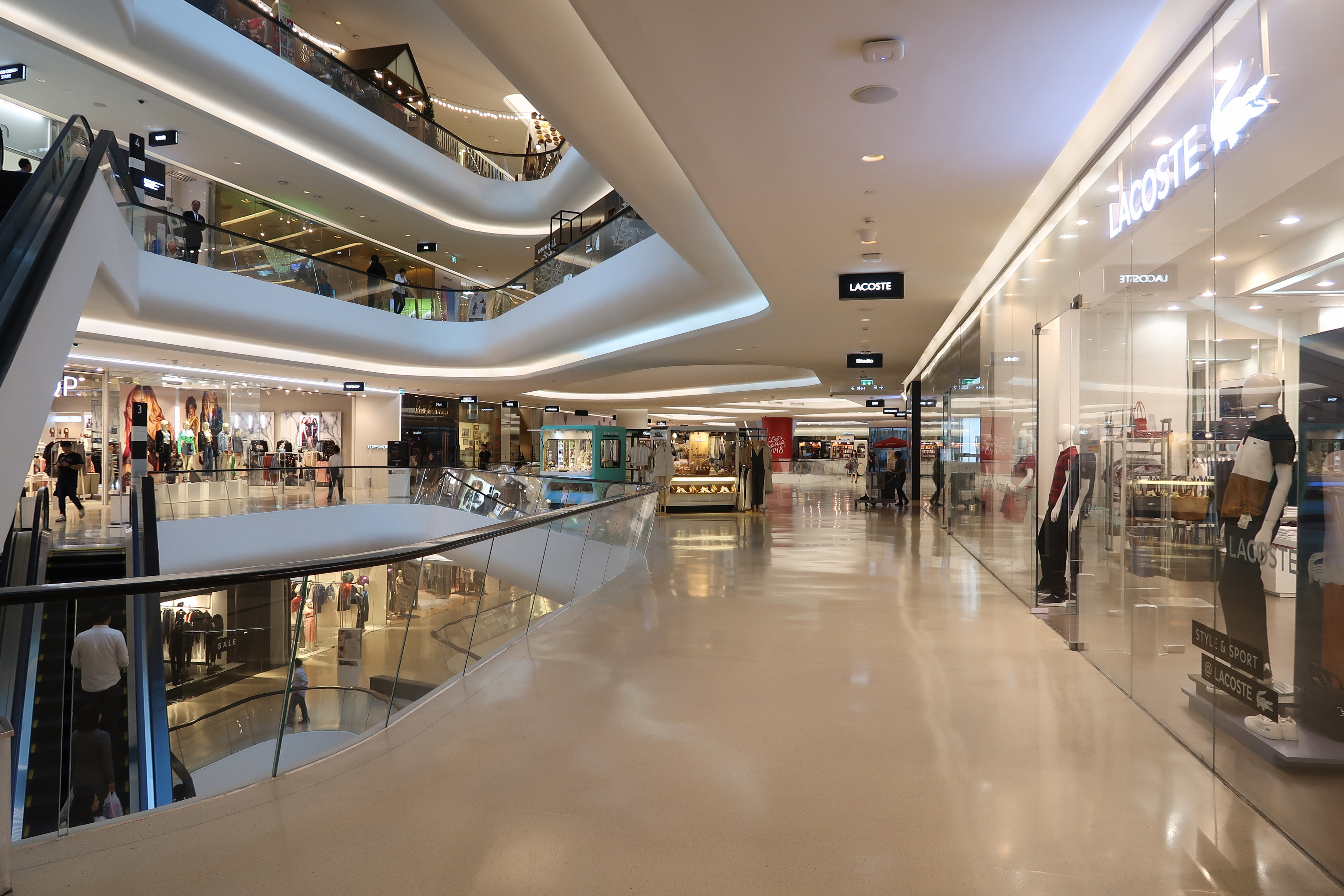
3樓商店
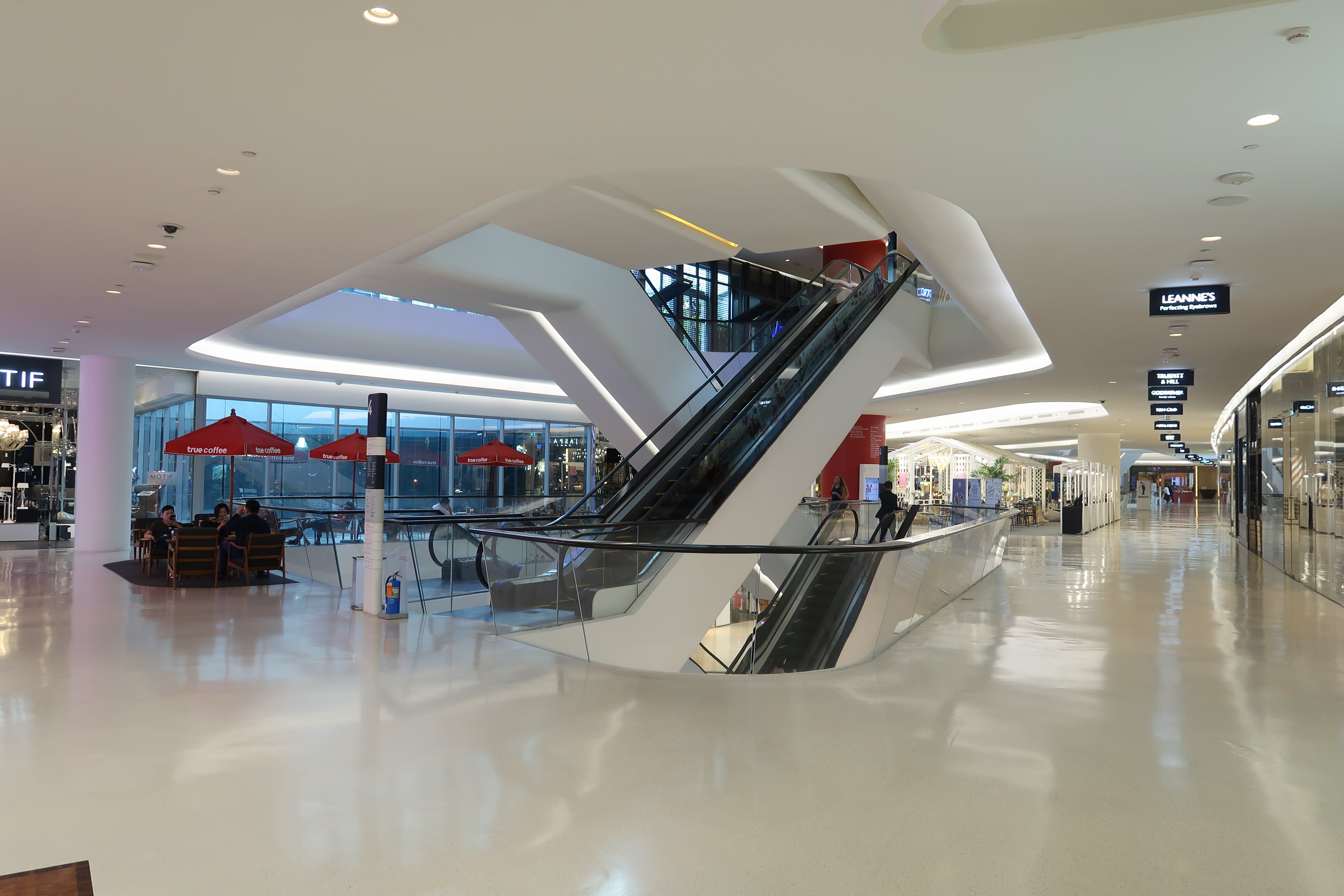
4樓商店
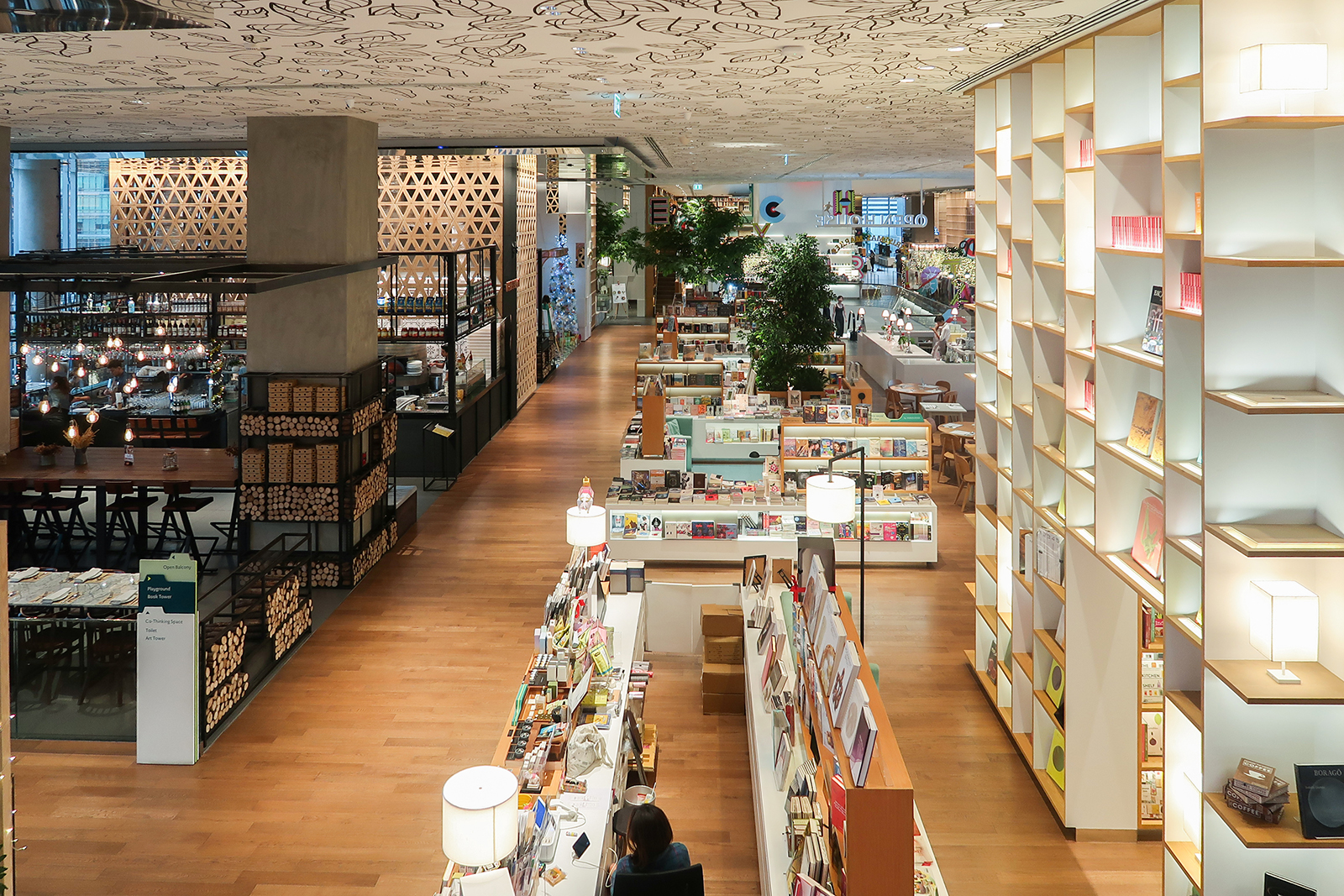
6樓Open House

## 酒店
曼谷柏悅酒店（Park Hyatt Bangkok），為凱悅集團旗下的頂級酒店，內有222間房間，於2017年5月12日正式開幕。。

## 交通
商場接近七隆車站和奔集車站。